# Torysa
Torysa es un municipio del distrito de Sabinov en la región de Prešov, Eslovaquia, con una población estimada a final del año 2024 de 1653 habitantes.
Se encuentra ubicado en el centro-oeste de la región, en el valle del río Torysa (cuenca hidrográfica del río Tisza).

## Demografía
| Año        | 1994 | 2004     | 2014    | 2024    |
| ---------- | ---- | -------- | ------- | ------- |
| Población  | 1319 | 1470     | 1522    | 1653    |
| Diferencia |      | +11,44 % | +3,53 % | +8,60 % |

| Año        | 2023 | 2024    |
| ---------- | ---- | ------- |
| Población  | 1639 | 1653    |
| Diferencia |      | +0,85 % |